# Аквитания (кралство)
Вижте пояснителната страница за други значения на Аквитания.
Кралство Аквитания (на френски: Aquitaine) е средновековно кралство от VI до IX век в Югозападна Франция.
Кралството включвало през различни периоди историческите области: Аквитания, Пуату, Оверн, Лангедок и Гаскония.
По време на Римската империя Аквитания е територия на римската провинция Галия Аквитания, която е разделена на Aquitania prima, Aquitania secunda и Novempopulana или Aquitania Tertia. По време на Великото преселение на народите Аквитания е завладяна от вестготите. През късното лято 507 г. е завоювана в битката при Вуйе от Хлодвиг I, меровингския крал на салическите франки, и влиза във Франкското кралство. След смъртта на Хлодвиг I през 511 г. Аквитания е разделена между синовете му Хлотар I (югозападната част) и Хилдеберт I (западна част). През 555 г., след смъртта на Теодебалд, цяла Аквитания попада под владението на Хлотар I.
Първото Аквитанско кралство съществува от 555 до 560 г. През 561 г. след смъртта на Хлотар I Аквитания получава Хариберт I.
Каролингското кралство Аквитания:
- Лудвиг Благочестиви (781 – 817 г.)
- Пипин I (817 – 838 г.), син на Лудвиг
- Карл II Плешиви (838 – 855 г.), брат на Пипин I от Аквитания; заедно с:
- Пипин II (838 – 864 г.), син на Пипин I от Аквитания
- Карл III Детето (855 – 866 г.), син на Карл II Плешиви
- Луи II Заекващия (866 – 879 г.), син на Карл II Плешиви, и крал на Франция от 877
- Карломан II (880 – 884 г.), син на Луи II, и крал на Бургундия, от 884 крал на цялото царство